# Calceolaria
Calceolaria (calceolária) é um género botânico pertencente à família Calceolariaceae, formada por ervas ou arbustos geralmente com opostos, folhas serrilhadas e encontrado desde a Patagônia até o México. Também conhecida como sapatinho-de-vênus, tamanquinho e chinelinho-de-madame, originária da América do Sul, Chile e Peru. O mais interesante na Calceolaria foi estudada em detalhe por Rasmussen e Olesen (2000) e Sérsic (2004), a sua polinização, as glândulas de óleo pode ter sido adquirida a qualquer momento após a separação de Calceolaria de Jovellana, ou seja, depois de atingir a maturidade de toda a família (Renner & Schaefer 2010) e tem sido sugerido por Cosacov, o notório desenvolvimento do mecanismos de polinização como uma inovação chave (Cosacov et al. 2009) para evolução.

## Espécies

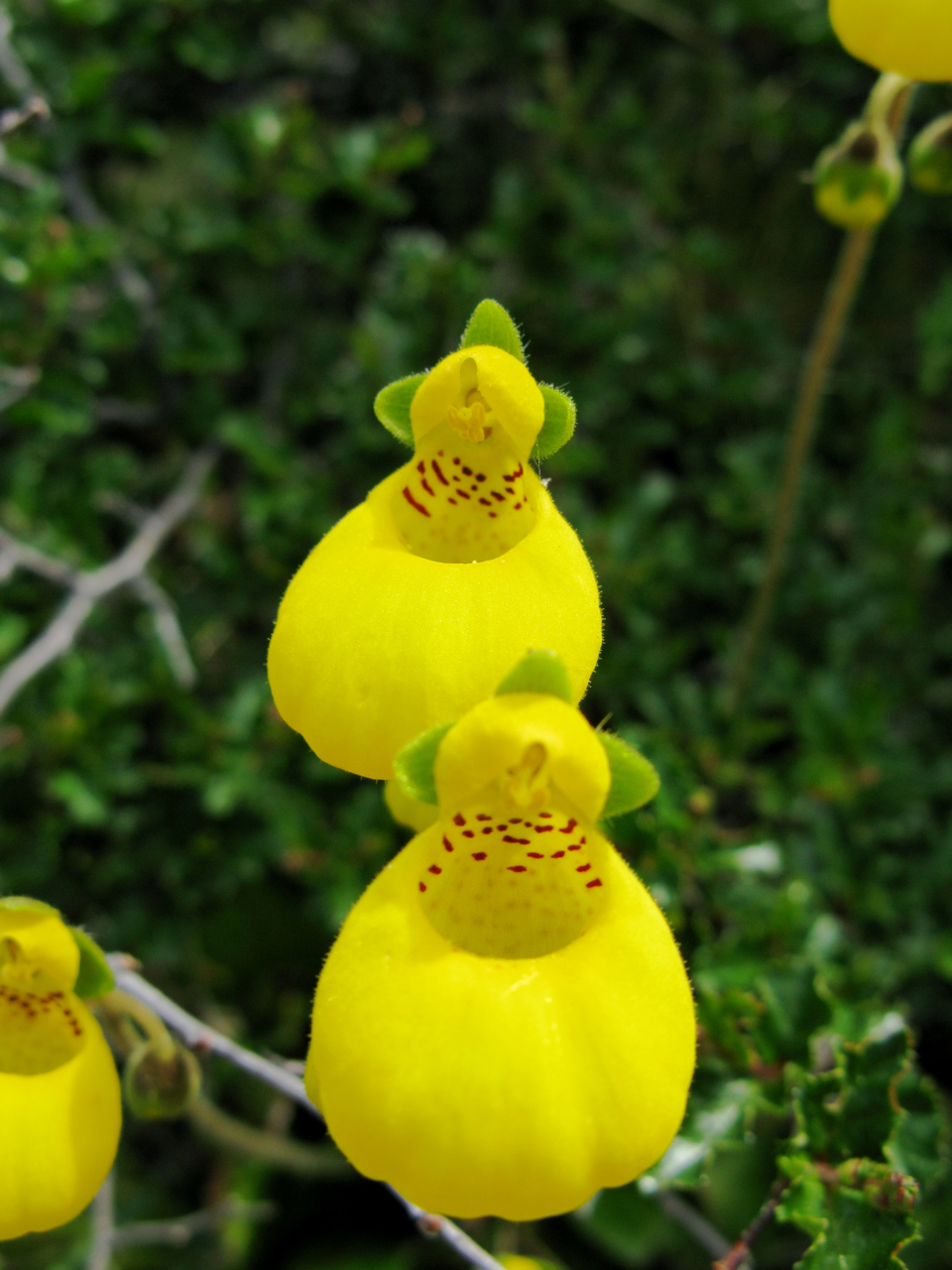
Calceolaria biflora.

Este gênero apresenta 647 espécies descritas das quais 275 são aceites.